# Буль (хлеб)
Буль (фр. boule, «шар», «мяч») — традиционный французский хлеб круглой формы, напоминающий приплюснутый шар. Буль можно приготовить из муки любого типа и заквасить ее дрожжами, химической или натуральной закваской. Название этой деревенской формы буханки является причиной того, что французы называют хлебопеков «буланжерами», а хлебопекарни — «буланжериями».
Этот хлеб особенно распространен в регионах восточной Франции, таких как Бургундия и Франш-Конте.

## В искусстве

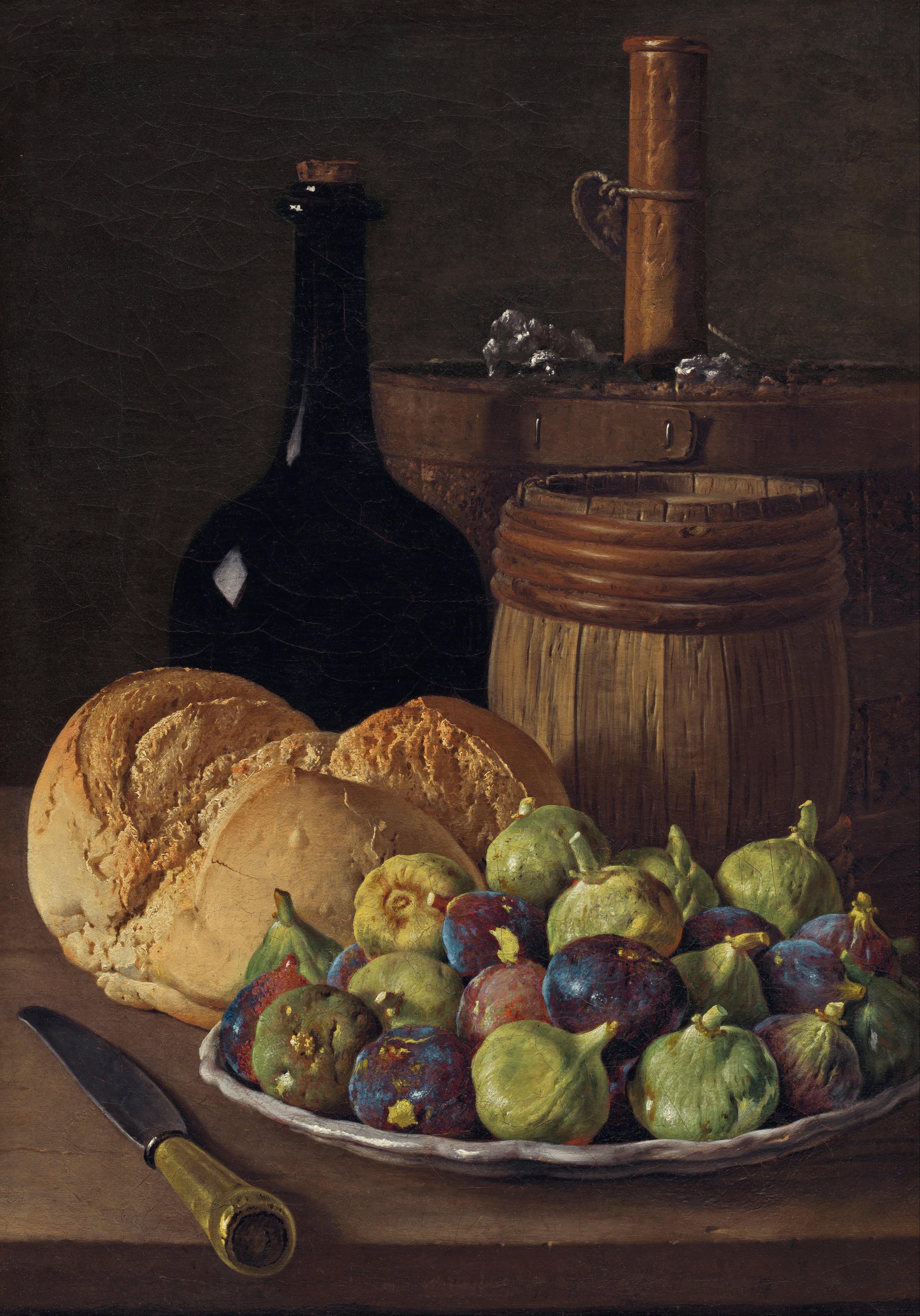
Натюрморт с фигами и хлебом Луиса Эухенио Мелендеса

Хлеб буль появляется на некоторых картинах голландского художника Дирика Баутса эпохи Возрождения. Изображение хлеба буль можно встретить в натюрмортах испанского художника Луиса Эухенио Мелендеса (1716-1780), а также в работах французского художника Жана-Батиста Шардена.